# Showkolade
Showkolade war der Titel einer Fernsehshow, die zwischen 1987 und 1990 an 13 Sonnabenden um 20:00 Uhr im DDR-Fernsehen ausgestrahlt wurde. Moderiert wurde die Sendung vom Sänger Gunther Emmerlich.
Der studierte Opernsänger (Stimmlage Bass) Gunther Emmerlich war bereits 1971 in der Fernsehsendung Die Notenbank aufgetreten. 1987 fiel Emmerlich der Unterhaltungsredaktion des DDR-Fernsehens in der von Gisela May präsentierten Sendung Pfundgrube durch eine Jazz-Interpretation und seine schlagfertigen Antworten auf. Binnen kurzer Zeit wurde von Uwe Belz ein Show-Konzept aus Talkshow und Musikdarbietungen erarbeitet und ging im Herbst 1987 unter dem Titel Showkolade und moderiert von Emmerlich auf Sendung. Zu den regelmäßigen Mitwirkenden gehörten der Kabarettist Wolfgang Stumph, die Kabarettgruppe Zwinger-Trio und die Tänzerin des DDR-Fernsehballetts Nadja Puls, die im Stile des von Jean-Étienne Liotard gemalten Schokoladenmädchens dem Publikum Schokolade anbot.
Aufgrund der teilweise zeitkritischen Moderationen Emmerlichs war die Sendung beim DDR-Publikum zwar beliebt, stand aber unter Beobachtung der staatlichen Organe. Anders als ähnliche Unterhaltungssendungen des DDR-Fernsehens wie Ein Kessel Buntes wurde die Showkolade nicht live ausgestrahlt, sondern als Aufzeichnung gesendet. Damit bestand die Möglichkeit, Teile von Emmerlichs Moderationen zu entfernen, die den Staatsorganen missfielen. Diese angeordneten Schnittbearbeitungen wurden in absichtlich auffälliger Weise ausgeführt.
1989 wurde der Liedermacher Reinhard Mey eingeladen. Sein erster Auftritt in der DDR sollte ohne das Lied Über den Wolken stattfinden, da das darin vorkommende Wort „Freiheit“ unerwünscht war. Sein Auftritt erfolgte am 11. November 1989 in Dresden zur neunten Sendung. Nach dem zwischenzeitlichen Mauerfall zwei Tage zuvor durfte er Über den Wolken dann doch noch zum Vortrage bringen, ebenso Gute Nacht Freunde.
Emmerlich nannte in einer Sendung die DDR das Land der ehemals unmöglichen Begrenztheiten.
Bis 1990 wurden insgesamt 13 Sendungen an verschiedenen Veranstaltungsorten (üblicherweise Theater und Opernhäuser, darunter die Semperoper Dresden und Theater in Altenburg, Dessau, Gera, Halle, Karl-Marx-Stadt, Meiningen, Rostock, Schwerin, Stralsund, Zwickau) produziert und ausgestrahlt. Die Einschaltquoten betrugen bis zu 26 %.